# Большое Кангозеро
Большое Кангозеро, Большое Конгозеро — пресноводное водораздельное озеро на территории Подпорожского городского поселения Подпорожского района Ленинградской области.

## Общие сведения
Площадь озера — 1,1 км², площадь водосборного бассейна — 6,44 км². Располагается на высоте 104,6 метров над уровнем моря.
Форма озера лопастная, продолговатая: оно вытянуто с юго-запада на северо-восток. Берега каменисто-песчаные, местами заболоченные.
Большое Кангозеро — водораздельное:
- система водного объекта 1: Рехкозеро → Остречинка → Верхнесвирское водохранилище → Свирь → Ладожское озеро → Нева → Балтийское море
- система водного объекта 2: Мудозеро → Пидьмозеро → Пидьма → Свирь → Ладожское озеро → Нева → Балтийское море[7][1]

По центру озера расположен один относительно крупный (по масштабам водоёма) остров без названия.
Населённые пункты вблизи водоёма отсутствуют.
Код объекта в государственном водном реестре — 01040100711102000015068.